# Tatjana Rodošek
Tatjana Rodošek, slovenska fotografinja, * 26. januar 1953, Domžale.

## Življenje in delo
- Po končani fotografski šoli je bila njena prva zaposlitev pri Foto studio Majhenič. Od 1972 do 1974 je bila zaposlena pri ČGP Delo, od 1974 kot fotograf na Inštitutu za varilstvu, od 1999 pa v Zgodovinskem arhivu Ljubljana. Od leta 1996 je v izvršnem odboru Društva fotografov Slovenije (DFS). Bila je urednica Fotobiltena in ena od pobudnikov in ustanoviteljev revije Fotografija, kjer je bila do 1998 tudi odgovorna urednica. Sedaj je članica izvršnega odbora revij Fotografija in Fotoantika. Sodelovala je na več skupinskih razstavah in pri izdelavi publikacij in razstav v okviru Zgodovinskega arhiva Ljubljana. Sedaj dela kot svobodni fotograf.